# 田艳
田艳（1968年5月—），女性，土家族，中共党员，贵州省沿河土家族自治縣人，中华人民共和国政治人物、医师。

## 生平
田艳早年在贵阳中医学院针灸系针灸专业就读，毕业后被分配到铜仁市中医院，成为该院的一名理疗科医师，在职期间，她加入中国共产党，并于1998年4月步入政坛，挂职出任中共贵州省铜仁市谢桥办事处党委副书记，以后长期在铜仁市卫生主管机关任职。2010年，她在铜仁地区人口和计划生育局（铜仁地区人口和计划生育委员会）先后担任副主任、主任，铜仁撤地建市后出任地级铜仁市卫生和计划生育委员会主任。
2015年，田艳来到铜仁市下辖的印江土家族苗族自治縣，出任该县党委书记。2020年5月，当选为铜仁市政协副主席。2021年，田艳调离印江县，转而兼任中共铜仁市万山区党委书记；在万山区任內，因為表現優異，她於2021年6月獲中共中央組織部授予「全國優秀縣委書記」稱號。
2023年5月，贵州省疾病预防控制局挂牌成立，田艳出任该局首任局长，并兼任贵州省卫生健康委员会副主任，至2025年4月23日被查。